# Emotionen in der Ökonomik
Nicht nur in der Psychologie und Soziologie, sondern auch in der Ökonomik, insbesondere der Verhaltensökonomik finden Emotionen zunehmend Beachtung, vor allem im Zusammenhang mit Entscheidungsprozessen. Jedoch ist das Feld der Emotionen nicht ganz neu in der Ökonomik. Nach Loewenstein definierte Jeremy Bentham bereits 1789 im klassischen Utilitarismus Nutzen als Summe positiver über negativer Emotionen. Allerdings wich diese Auffassung schnell einer leichter quantifizierbaren Definition von Nutzen.

## Erwartete und unmittelbare Emotionen
In ökonomischen Arbeiten zu Emotionen wird zwischen erwarteten und unmittelbaren Emotionen unterschieden. Erwartete Emotionen (anticipated/expected emotions) werden nicht zum Zeitpunkt der Entscheidung erlebt oder empfunden, sondern erst später in der Zukunft wie bspw. Enttäuschung und Reue. Immer häufiger stehen jedoch unmittelbare Emotionen (immediate Emotions) im Mittelpunkt der neuro- und verhaltensökonomischen Forschung. Unmittelbare Emotionen treten unverzüglich zum Zeitpunkt der Entscheidung auf (bspw. Hunger, Schmerz, Wut). Nach Loewenstein können unmittelbare Emotionen zu einem Verhalten führen, dass Personen selber als gegensätzlich zum eigenen Nutzen ansehen (z. B. eine aggressive Fahrweise).

## Kalte und heiße Phasen
Ferner unterscheidet Loewenstein in „kalte“ (keine unmittelbaren Emotionen wie Hunger, Wut, Schmerz) und „heiße“ (Mensch ist gerade hungrig, wütend, erregt etc.) Phasen. Menschen neigen dazu, die Wirkung unmittelbarer Emotionen zu unterschätzen, bzw. schätzen Personen häufig ihre Emotionen falsch ein, wenn sie sich in einer kalten Phase befinden. Umgekehrt gilt dies genauso. Wenn eine Person bspw. gerade keinen Hunger hat, ist es für sie schwer einzuschätzen, wie es ist, wenn sie später Hunger hat. Diese „Lücke“ wird auch Hot-Cold Empathy Gap genannt.
Menschen, die eine Diät machen wollen und im kalten Zustand planen, am nächsten Tag das Abendessen auszulassen, gelingt dieses Vorhaben nur selten, da sie sich zum Zeitpunkt der Planung nicht in den emotionale Zustand zum Zeitpunkt des Ereignisses hineinversetzen können. Umgekehrt neigen Menschen dazu, ihren künftigen Hunger zu überschätzen, wenn sie mit leerem Magen Nahrungsmittel einkaufen.
Zusätzlich haben Loewenstein und Adler (1995) das Hot-Cold Empathy Gap im Zusammenhang mit dem Endowment-Effekt beobachtet. In ihrem Experiment konnten die Teilnehmer nicht einschätzen, wie schmerzhaft es sein würde, wenn sie ihre Tasse verkaufen. Die Teilnehmer sollten einen Verkaufspreis für eine Tasse festlegen, die sie noch gar nicht besitzen. Nach Erhalt der Tasse wollten die Teilnehmer diese jedoch nicht mehr so günstig abgeben. Somit wurde belegt, dass unmittelbare Emotionen großen Einfluss auf das Treffen von Entscheidungen haben. Bspw. wenn Menschen glücklich sind (z. B. vor einer Hochzeit), sehen sie nicht, welche Emotionen in der Zukunft aufkommen können und schließen deshalb keinen Ehevertrag. Dies sei auch auf Geschäftspartnerschaften übertragbar. Fraglich ist jedoch, ob jede Person, die sich in einer „kalten“ Phase befindet, entscheiden würde, einen Ehevertrag abzuschließen.

## Entscheidungen unter Risiko
Emotionen spielen auch im Zusammenhang mit Framing (siehe Framing-Effekt) bei Entscheidungen unter Risiko eine Rolle. So zeigen Rick und Loewenstein (2010, S. 141 f.) durch ein Modell, wie Enttäuschungsaversion zu ökonomisch schlechten Entscheidungen führen kann.
Ein Teilnehmer kann zwischen Spiel A und B wählen (siehe Tabelle 1). In dem Spiel selbst zieht die Person dann Farben; die Wahrscheinlichkeiten, nach der die Farben gezogen werden, sind in der Tabelle aufgeführt. Da der Teilnehmer für grün in Spiel A 30 $ bekommt, in Spiel B hingegen 10 $ verliert, könnte er seine Entscheidung bereuen, wenn er B wählt und schließlich grün zieht. Deshalb könnte der Teilnehmer Spiel A bevorzugen. In diesem Fall würde die erwartete Emotion Reue zu einer negativen Entscheidung führen.
| Spiel A                                                 |  | Spiel B                              |
| 90 % Chance für weiß (Resultat 0 $)                     |  | 90 % Chance für weiß (Resultat 0 $)  |
| 6 % Chance für rot (Resultat 45 $)                      |  | 7 % Chance für rot (Resultat 45 $)   |
| 1 % Chance für grün (Resultat 30 $)                     |  | 1 % Chance für grün (Resultat -10 $) |
| 3 % Chance für gelb (Resultat -15 $)                    |  | 2 % Chance für gelb (Resultat -15 $) |
| Tabelle 1: Nach Rick und Loewenstein (2010, S. 141 f.). |  |                                      |

Werden beide Spiele nun anders dargestellt, wie in Tabelle 2, zeigt sich jedoch deutlich, dass Spiel B bzw. Spiel B‘ die bessere Wahl ist. A‘ und B‘ sind Äquivalent zu A und B. Der Erwartungswert für A und A‘ liegt bei 2,55 $, bei Spiel B bzw. B‘ bei 2,75 $. Aber im anders dargestellten Spiel gibt es keinen Grund mehr zur Reue.
| Spiel A‘                                                |  | Spiel B‘                             |
| 90 % Chance für weiß (Resultat 0 $)                     |  | 90 % Chance für weiß (Resultat 0 $)  |
| 6 % Chance für rot (Resultat 45 $)                      |  | 6 % Chance für rot (Resultat 45 $)   |
| 1 % Chance für grün (Resultat 30 $)                     |  | 1 % Chance für grün (Resultat 45 $)  |
| 1 % Chance für blau (Resultat -15 $)                    |  | 1 % Chance für blau (Resultat -10 $) |
| 2 % Chance für gelb (Resultat -15 $)                    |  | 2 % Chance für gelb (Resultat -15 $) |
| Tabelle 2: Nach Rick und Loewenstein (2010, S. 141 f.). |  |                                      |

Shiv et al. (2005) kommen ebenfalls zu dem Ergebnis, dass Emotionen beim Treffen von Investitionsentscheidungen negativ wirken. Dabei standen Patienten mit Hirnschädigungen, die Emotionen beeinträchtigen, vor der Entscheidung, über 20 Runden 1 US-Dollar zu investieren. Wurde der Dollar investiert wurde eine Münze geworfen. Bei Kopf war der Dollar verloren, bei Zahl jedoch bekam der Teilnehmer 2,50 USD. Da der Erwartungswert bei einer Investition höher ist (1,25 Dollar gegenüber 1 Dollar), wäre die beste Entscheidung, jede Runde zu investieren. Die Patienten in der Zielgruppe investierten im Durchschnitt 83,7 % der Runden, die Kontrollgruppe (Patienten mit Hirnschädigungen ohne Einfluss auf Emotionen) und die „normalen“ Patienten lediglich in 60,7 % bzw. 57,6 %. Des Weiteren erreichten die Patienten in der Zielgruppe einen höheren Gewinn als die anderen beiden Gruppen. Insbesondere nach Verlusten in der vorangehenden Runde investierten die Kontrollpatienten und normalen Patienten deutlich weniger (37,1 % bzw. 40,5 % gegenüber 85,2 % der Zielpatienten). Daran ist zu erkennen, dass die Patienten der Zielgruppe sich nicht risikoavers verhalten im Gegensatz zu den anderen beiden Gruppen.
Allerdings kommen Bechara und Damasio (2005) zu einem gegensätzlichen Ergebnis in ihrer Arbeit, in der die „normalen“ Patienten die besseren Entscheidungen treffen und Menschen mit Hirnverletzungen die schlechteren. Sie führen das darauf zurück, dass Patienten mit verletzter Amygdala nicht mehr wissen, wie schmerzhaft es ist, finanziellen Verlust zu erleben.
Durch diesen Kontrast kann man schließen, dass der Einfluss von Emotionen auf Entscheidungen je nach Situation unterschiedlich sein kann. Hinzu kommt, dass bei vielen Entscheidungen auch menschliche Interaktion hineinspielt. So untersuchten Kausel und Connolly (2014) den Zusammenhang des Verhaltens einer Person in Abhängigkeit von den Emotionen des Gegenübers in einem Investment Trust Game. Dabei legen sie nahe, dass das Wissen über die Emotionen des Gegenübers das Verhalten beeinflusst. Ihre Ergebnisse zeigen, dass Person A einer wütenden Person B weniger Geld sendet als einer schuldbewussten Person B, da diese nicht vertrauenswürdig und dankbar sei. Ging es nun aber darum, Geld zurückzusenden, schickten sowohl die wütenden als auch die schuldbewussten Personen in etwa gleich viel Geld zurück und mehr als Personen in einem neutralen Zustand. Demnach sei Misstrauen aufgrund von Emotionen oftmals unbegründet.

## Emotionen im Ultimatumspiel
Eine weitaus häufiger angewandte Methode ist das Ultimatumspiel, dass den Einfluss unmittelbarer Emotionen belegt. Dadurch wird die Rolle von Emotionen in Entscheidungssituationen untersucht. In diesem Spiel entscheidet Spieler A über eine Geldsumme. Dabei macht er Spieler B einen Vorschlag, wie viel dieser als Anteil bekommen soll. Stimmt B dem Angebot zu wird das Geld verteilt wie vorgeschlagen; lehnt Spieler B ab bekommen weder A noch B etwas. Grundsätzlich wäre es für B besser, jede Summe zu akzeptieren, da er sonst nichts bekommt. Jedoch spielen negative Emotionen, die durch Unfairness hervorgerufen werden, dabei eine wichtige Rolle, so dass sich Spieler tatsächlich unterschiedlich verhalten. So lehnt Spieler B eine Summe ab, wenn er das Angebot als unfair betrachtet. Kommt der (unfaire) Vorschlag jedoch von einem Computer und nicht von einem Menschen, fällt es den Teilnehmern wesentlich leichter, diesen zu akzeptieren.
Andrade und Ariely (2009) untersuchten in ihrer Studie insbesondere den Einfluss von Fröhlichkeit und Wut und fanden heraus, dass fröhliche Personen ein unfaires Angebot eher annehmen als wütenden Personen. Tauschen diese jedoch die Rollen und geben die Angebote ab, so bieten die ehemals wütenden Empfänger ihrem Gegenüber mehr als fröhliche Personen. Dies hänge mit der Befürchtung der wütenden Person zusammen, dass der Gegenüber, genau wie sie zuvor, bei einem unfairen Angebot dieses ablehnen würde.

## Emotionen als Ursache für umweltbewusstes Verhalten, Spenden und Konsum
Carrus et al. (2008) fanden in ihrer Studie heraus, dass erwartete Emotionen und früheres Verhalten auf den Wunsch und Intention nach umweltbewussten Verhalten schließen lassen. So möchte eine Person z. B. in Zukunft öffentliche Verkehrsmittel für den Arbeitsweg benutzen, da sie sich schuldig fühlt, wenn sie die Umwelt nicht schützt. Auch Gregory-Smith et al. (2013) kommen in ihrer in Großbritannien durchgeführten, interviewbasierten Studie zu dem Ergebnis, dass Emotionen Einfluss auf moralisches/ethisches Konsumverhalten haben. Insbesondere die Emotionen Schuld und Scham aber auch Stolz und Zufriedenheit führen so zum Kauf von fair gehandelten Produkten oder auch Spenden. Allerdings wurde auch ein Attitude-Behavior Gap festgestellt, indem viele der Befragten zwar moralisch und ethisch konsumieren wollen, jedoch dennoch zu den günstigeren Produkten greifen, um für ein Auto, Urlaub oder Sonstiges zu sparen.
Nach Rick und Loewenstein (2010, S. 139) versucht auch Werbung die Emotionen der Konsumenten zu beeinflussen und dabei erwartete und unmittelbare als auch negative und positive Emotionen zu aktivieren. So versuche bspw. gerade die Diät-Industrie positive Emotionen anzuregen, die Personen erwarten können, wenn sie in kleinere Jeans passen. Zudem würde in manchen Einkaufshäusern Keks-Duft versprüht, um so Hunger zu stimulieren. Des Weiteren würde One-Day-Only-Sales die erwartete Emotion der Reue bei Kunden aktivieren, dadurch dass diese später das Produkt gegebenenfalls für einen höheren Preis kaufen würden. Auch karitative Organisation versuchen insbesondere das Schuldgefühl der Menschen anzusprechen um diese so zu Spenden zu bewegen.

## Means and Ends
Eine wesentliche Rolle für das Verhalten einer Person spielen dessen Ziele. Nach Fishbach und Ferguson (2007, S. 491) sind Ziele von Personen „begehrte Endzustände“ (ends), die auf Einschätzungen, Emotionen und Verhalten wirken. Endzustände können durch „Mittel“ (means) erreicht werden. Bspw. kann das Mittel „Lernen“ zu dem gewünschten Endzustand „Erfolg“ führen. Emotionen sind deshalb das Ergebnis der Zielerreichung bzw. der Nichterreichung. Fishbach und Ferguson umreißen ein Beispiel, in dem ein Vater hofft, dass sein Sohn erfolgreich ist. Erreicht der Sohn das Ziel ist er froh, erreicht er es nicht ist er niedergeschlagen. Erwartet sein Vater nun aber Erfolg sind die Emotionen des Sohnes beim Erreichen des Zieles bzw. beim Scheitern andere, nämlich Erleichterung und Unruhe.
Cohen (2007) bring die Means-Ends-Theorie mit Verweis auf Herbert A. Simons Administrative Behaviour (1947) in Zusammenhang mit Entscheidungssituationen. So seien die Endzustände das Resultat der Entscheidung, mit welchem Mittel das Ziel erreicht werden soll. Nach Cohen geht es in Simons Werk um organisationsbezogene Rationalität. Rationalität ist dabei, das angemessenste Mittel zu wählen, um das Ziel zu erreichen. Dieses Modell sei Vorläufer zur Bounded Rationality.
Das Means-Ends-Argument spielt zudem eine Rolle bei der Entscheidungsfindung von Gruppen. Dabei spielt insbesondere der emotionale Transfer zwischen den Entscheidern eine Rolle. Dieser kann über drei Mechanismen stattfinden. So kann sich einer der Entscheider von einem anderen mit seinen Emotionen anstecken lassen. Auch Altruismus spielt eine Rolle, indem eine Person ggf. aus Sorge gegenüber der anderen Person deren emotionalen Zustand übernimmt. Nach dem Means-Ends-Argument überzeugt eine Person die andere Person, z. B. in dem sie der Person ein Mittel zeigt, das ihr noch nicht bewusst war. So sind es nicht nur die eigenen Emotionen, die Einfluss auf das Verhalten ausüben, sondern auch die Emotionen Anderer.